# Заплюсся (присілок)
Заплюсся (рос. Заплюсье) — присілок в Плюському районі Псковської області Російської Федерації.
Населення становить 36 осіб. Входить до складу муніципального утворення Муніципальне утворення Заплюсся.

## Історія
Від 2015 року входить до складу муніципального утворення Муніципальне утворення Заплюсся.

## Населення
| 2001 | 2002 | 2010 |
| ---- | ---- | ---- |
| 62   | ↘33  | ↗36  |